# Malthinus kafkai
Malthinus kafkai es una especie de coleóptero de la familia Cantharidae.

## Distribución geográfica
Habita en Chipre.